# Giovanni Matteo Ferrari da Grado
Giovanni Matteo Ferrari da Grado (Milano, inizi del XV secolo – Pavia, 30 dicembre 1472) fu un insigne medico quattrocentesco lombardo di breve vita ma di alta reputazione.

Frontespizio del Practica D. magistri Ioannis matthei de gradi

Era chiamato De Gradibus dal nome di un'antica famiglia e non, come alcuni storici hanno ipotizzato, dal luogo natale.
Tra le diverse opere, esiste una edizione lionese di Practica medica, edito da Bartolomeo Trot per i noti torchi di Jean Marion, del 1519.